# Carry on England
Carry on England és una pel·lícula britànica dirigida per Gerald Thomas, estrenada el 1976. El paper del brigada es va escriure per a Kenneth Williams, però no estava disponible, i va ser Peter Jones qui va “heretar” el paper. Carol Hawkins va refusar treballar en el film per les escenes de nus que ella hauria de rodar. Va ser reemplaçada per Tricia Newby.

## Argument
El capità S Melly (Kenneth Connor) és designat com a responsable d'una bateria experimental durant els dies més foscos de la Segona Guerra Mundial. És un alleujament per al Capità Bull (David Lodge) però Melly no està preparat pels trets del sergent major "Tigre" Bloomer (Windsor Davies) i els lascius bombarder Ready (Jack Douglas), sergent Tilly Willing (Judy Geeson) i sergent Len Able (Patrick Mower). Sempre fingint malaltia o amagant-se, les tropes no arriben a contactar amb l'enemic. La més prominent de les dones és la soldat Alice Easy (Diane Langton) que intenta encisar el seu nou comandant...

## Repartiment
- Kenneth Connor: Capità S. Melly
- Windsor Davies: Sergent Major « Tiger» Bloomer
- Judy Geeson: Sergent Tilly Willing
- Patrick Mower: Sergent Len Able
- Jack Douglas: Bombarder Ready
- Joan Sims: Soldat Jennifer Ffoukes-Sharpe
- Melvyn Hayes: Gunner Shorthouse
- Peter Butterworth: Major Carstairs
- Peter Jones: El brigada
- Diane Langton: Soldat Alice Easy
- Julian Holloway: Major Butcher
- David Lodge: Capità Bull
- Larry Dann: Gunner Shaw
- Brian Osborne: Gunner Owen
- Tricia Newby: Bombarder Murray
- Patricia Franklin: Caporal Cook
- John Carlin: Un oficial
- Michael Nightingale: Un oficial